# Hôtel de ville de Wissembourg
L'hôtel de ville de Wissembourg est un monument historique situé à Wissembourg, dans le département français du Bas-Rhin.

## Localisation
Ce bâtiment est situé place de la République à Wissembourg.

## Historique
L'édifice fait l'objet d'une inscription au titre des monuments historiques depuis 1929.
L'édifice fait l'objet d'un classement au titre des monuments historiques depuis 1932.

## Architecture

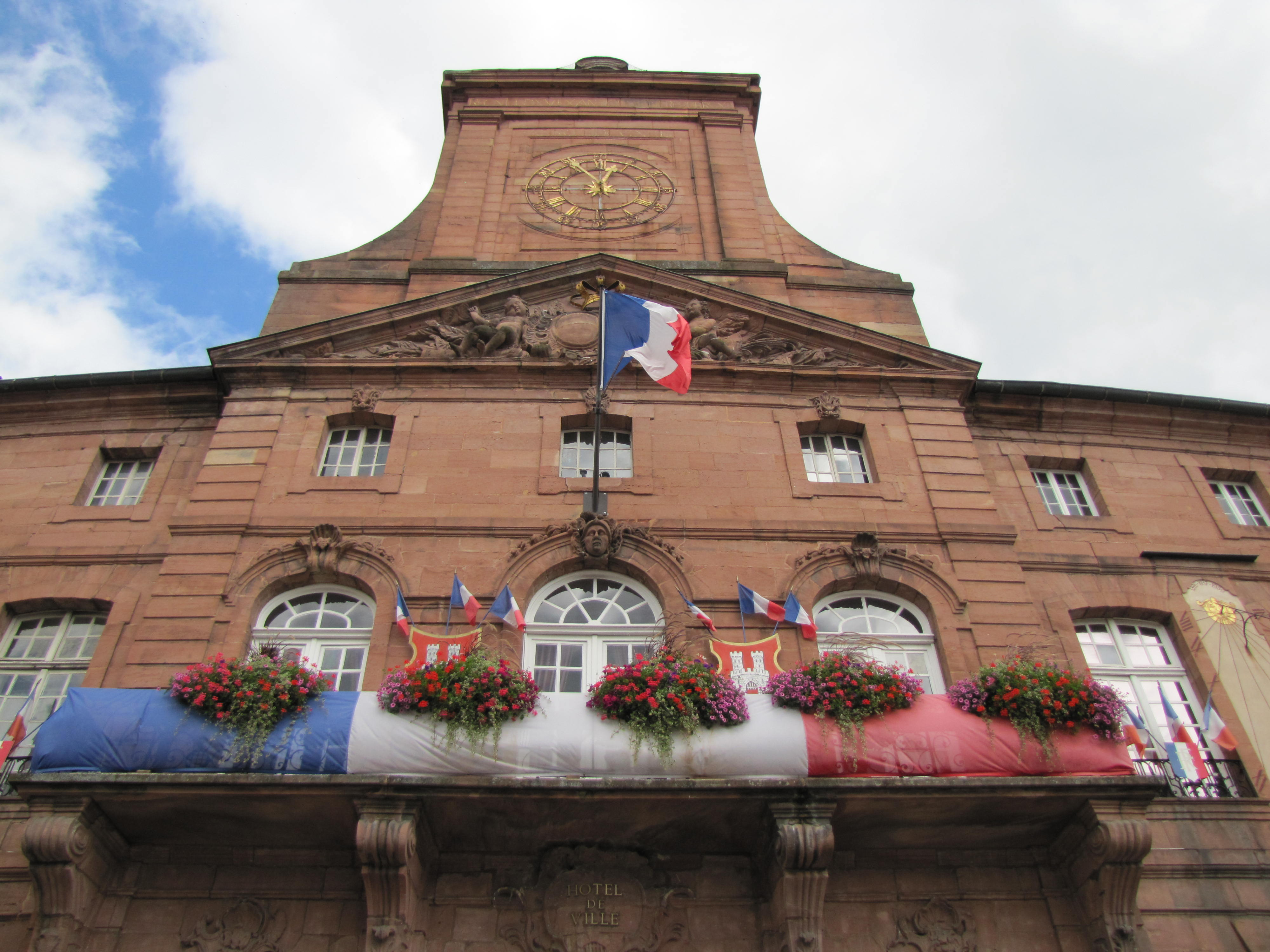
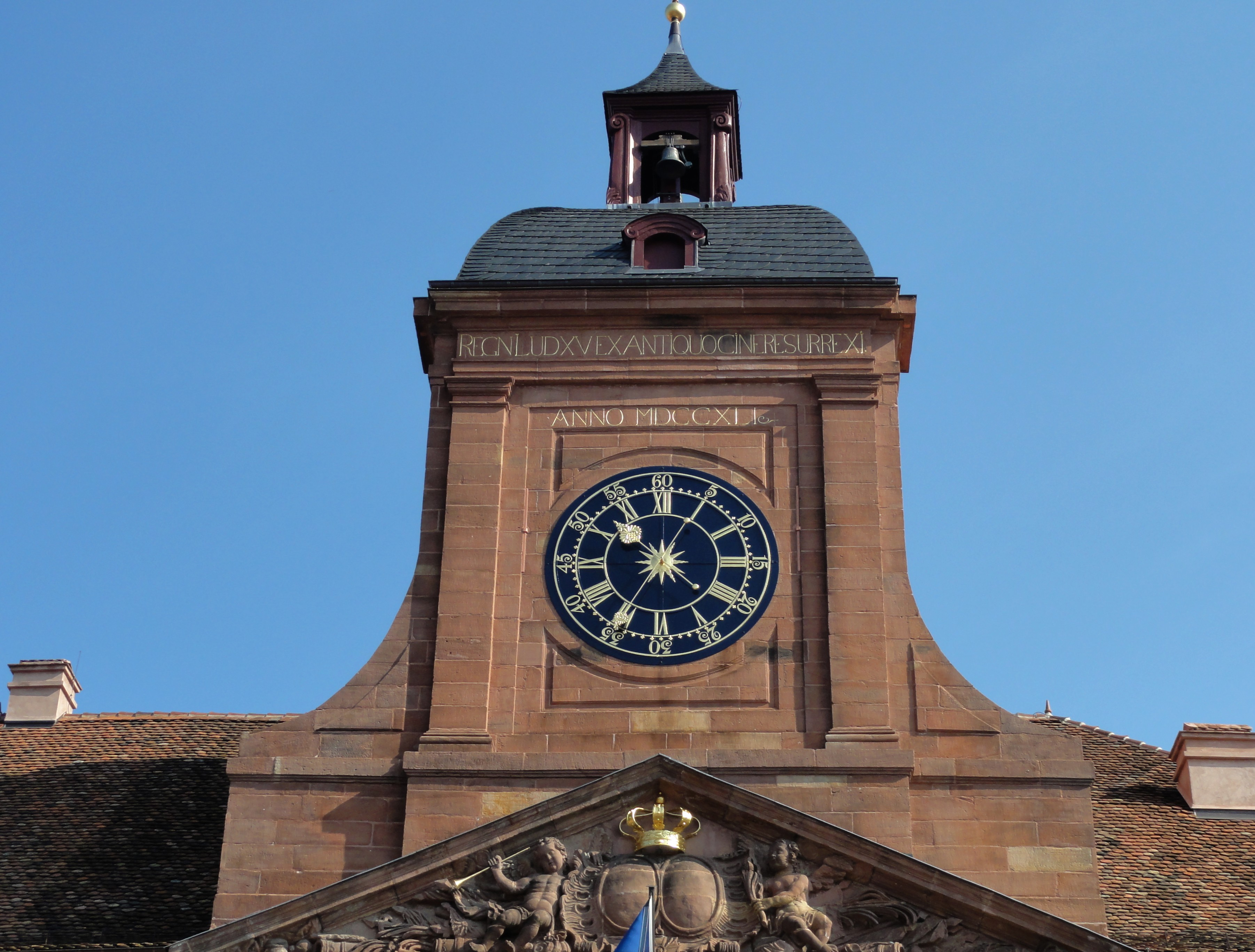
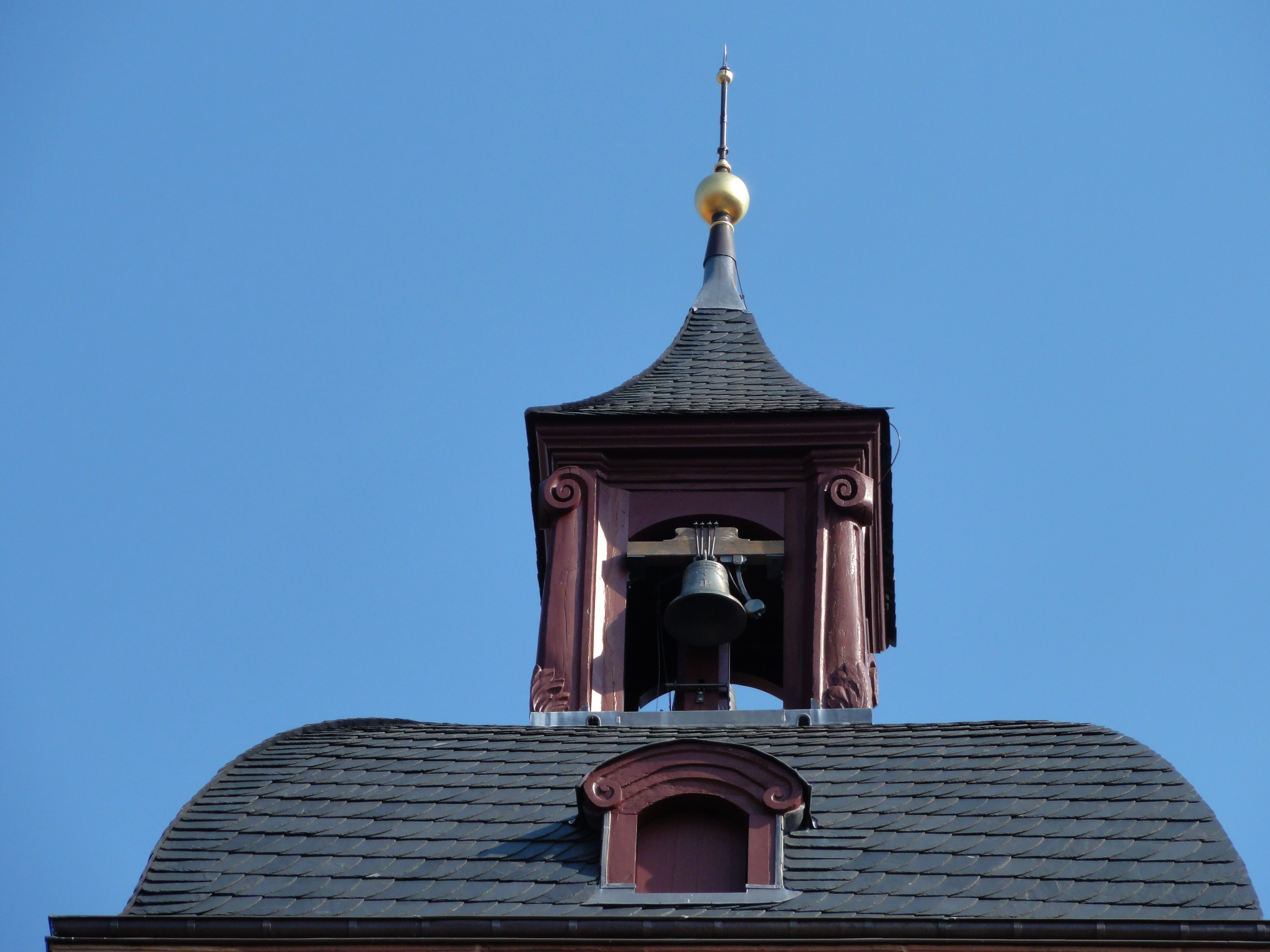
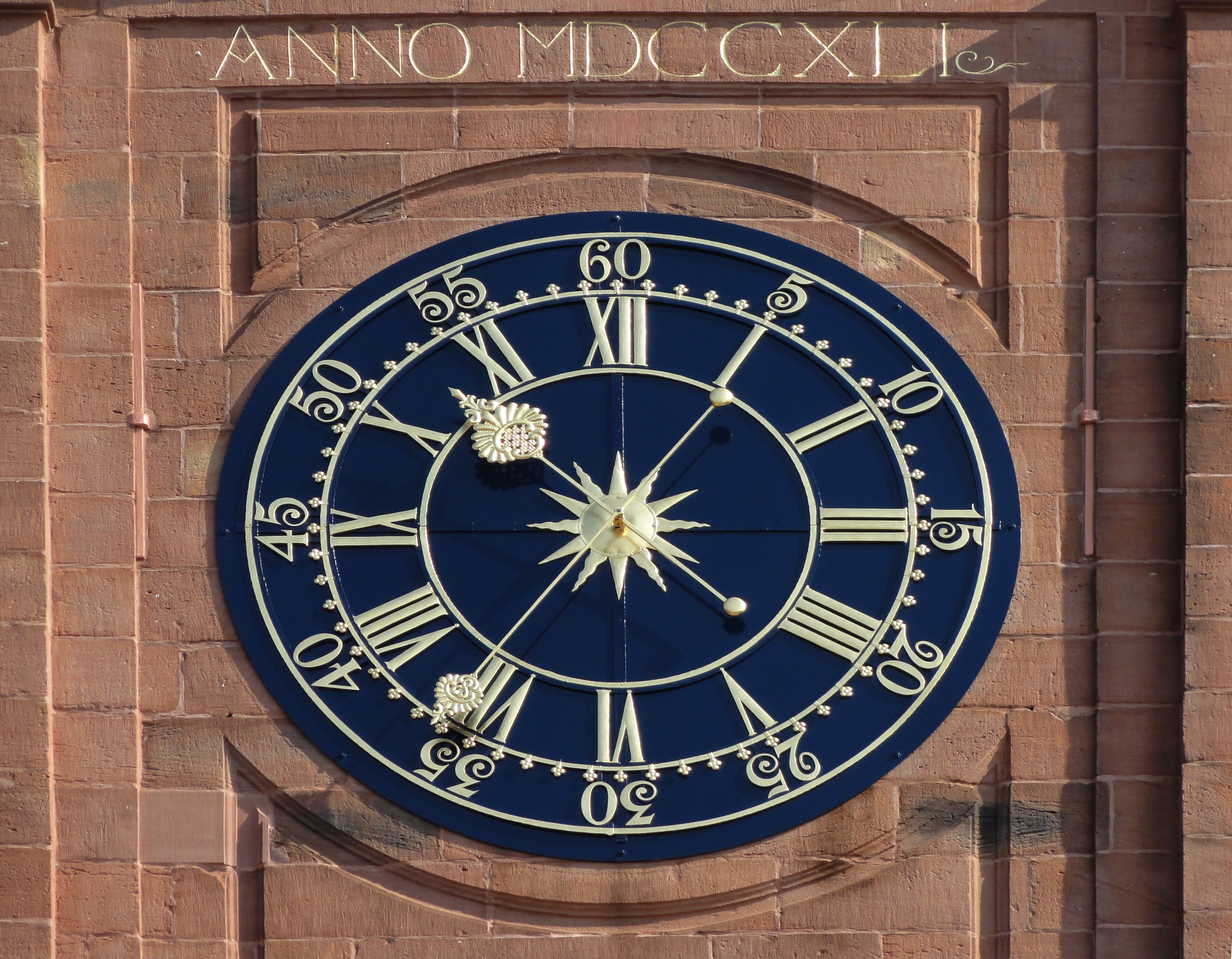
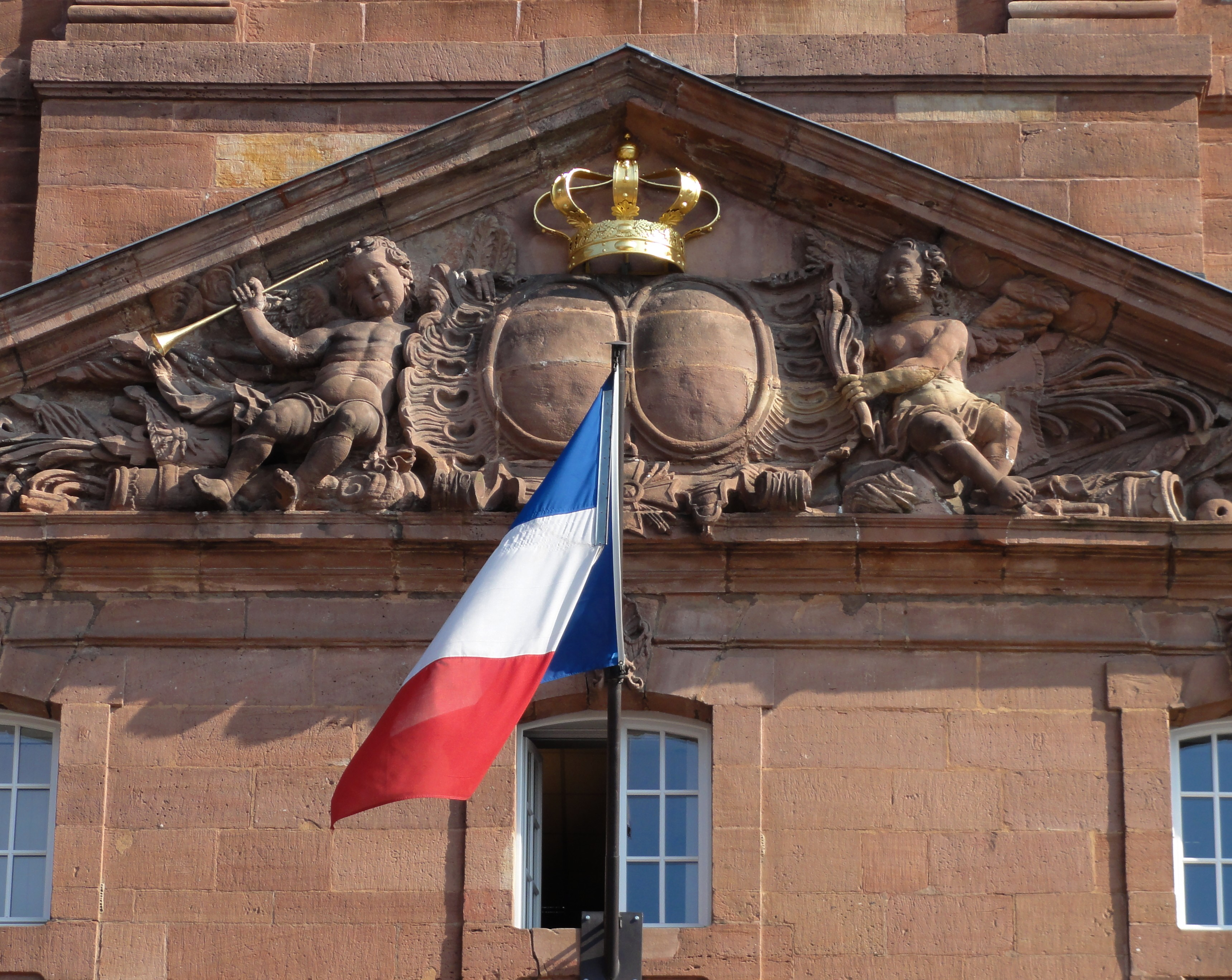
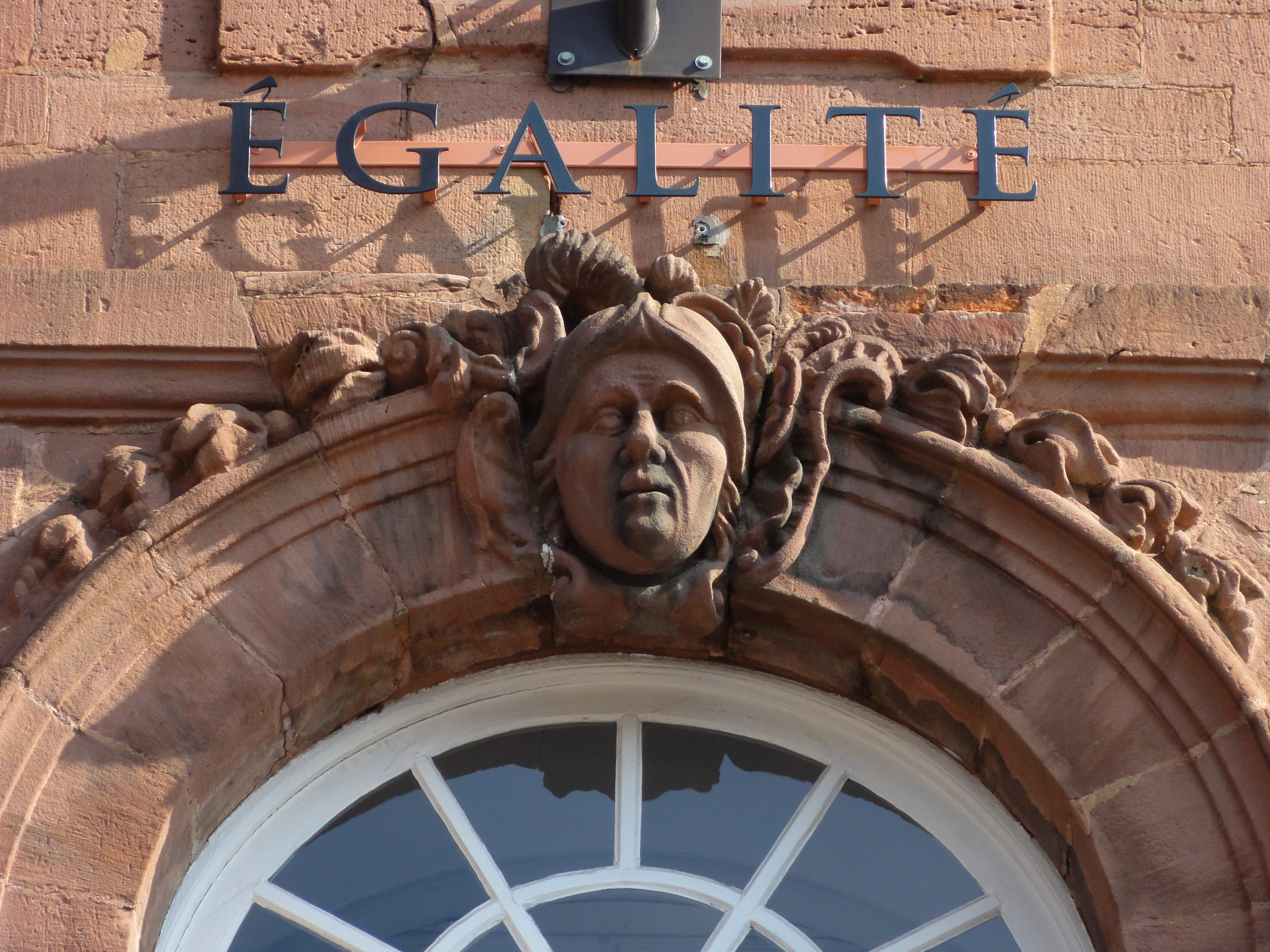
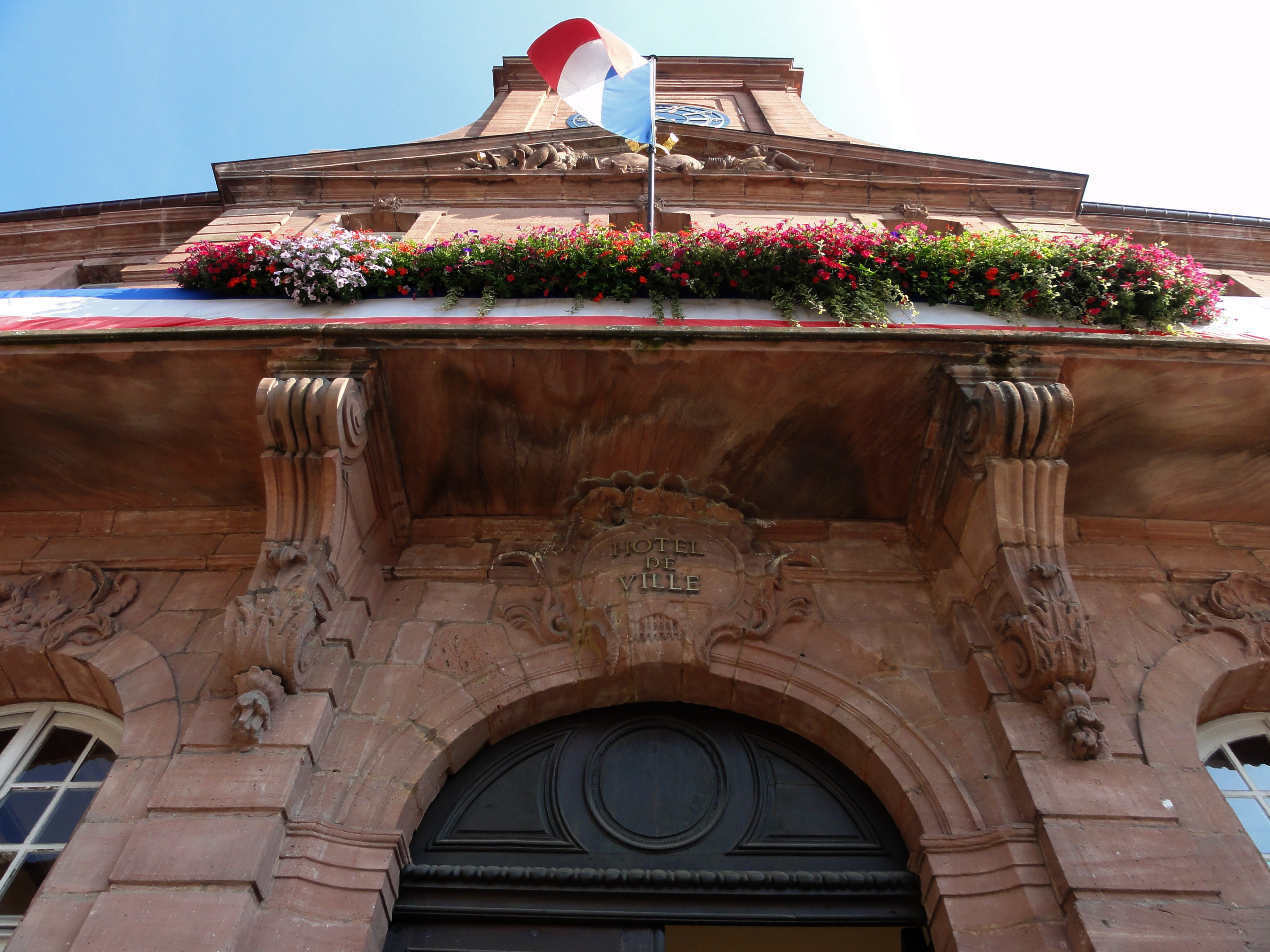
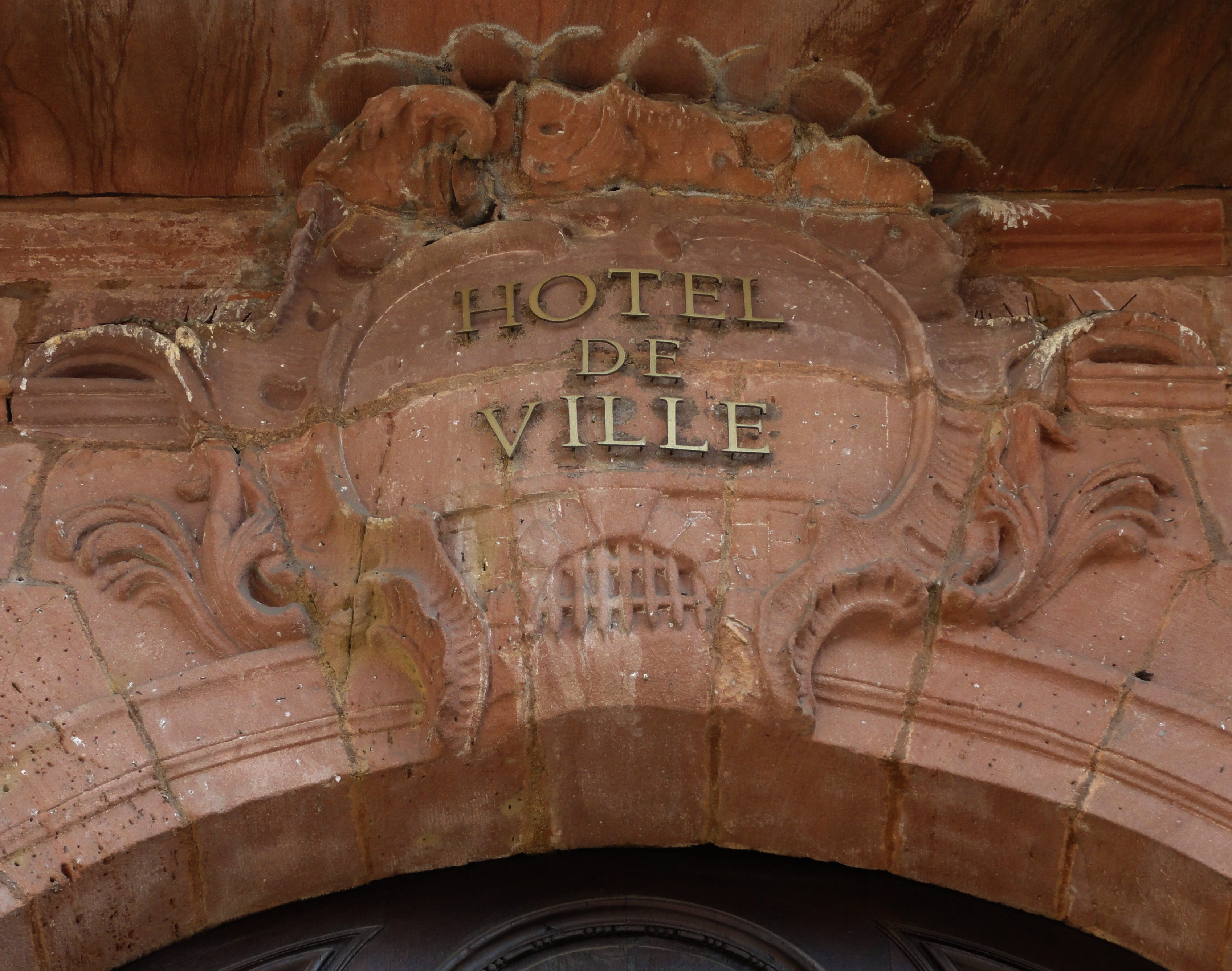
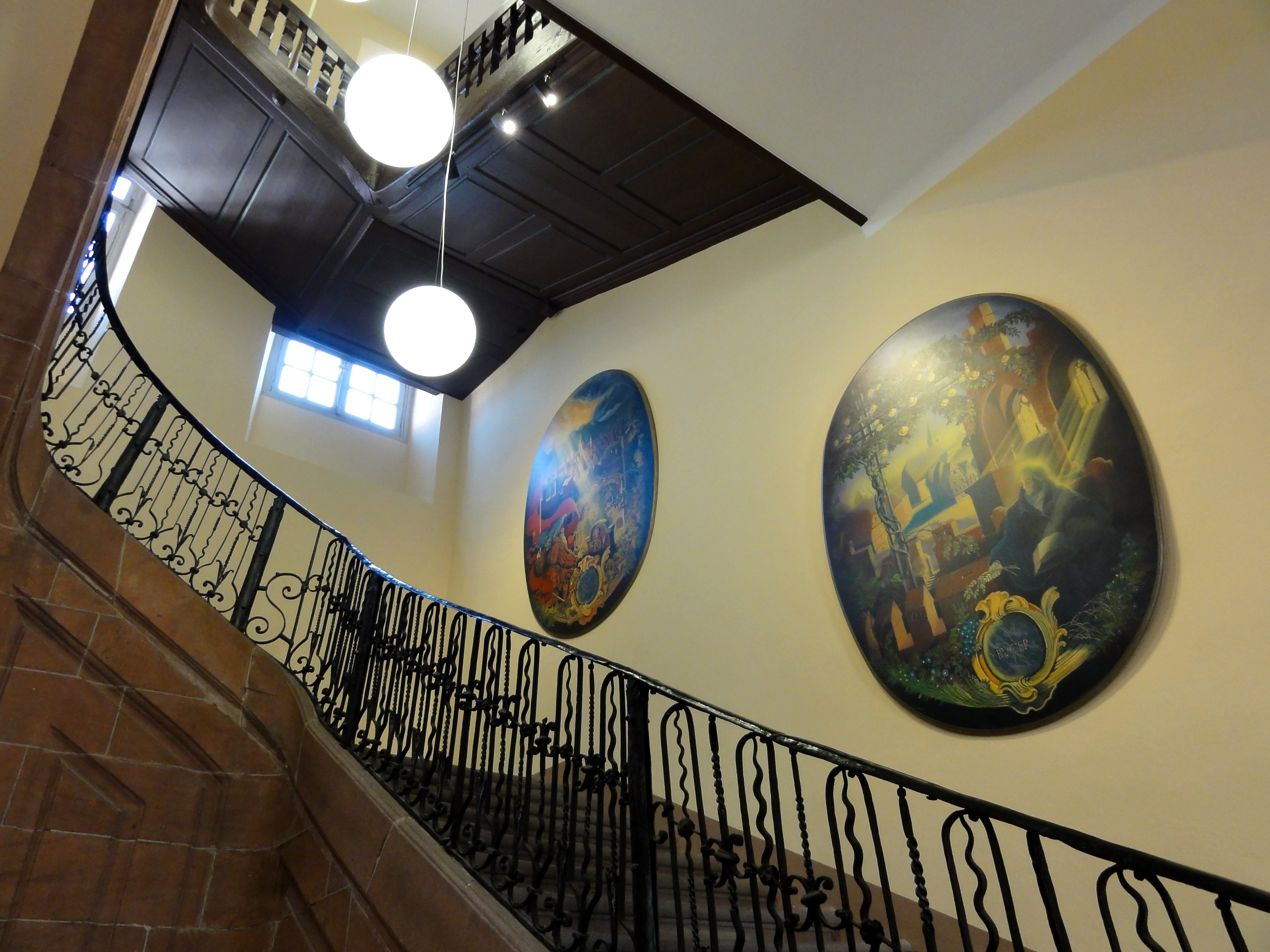
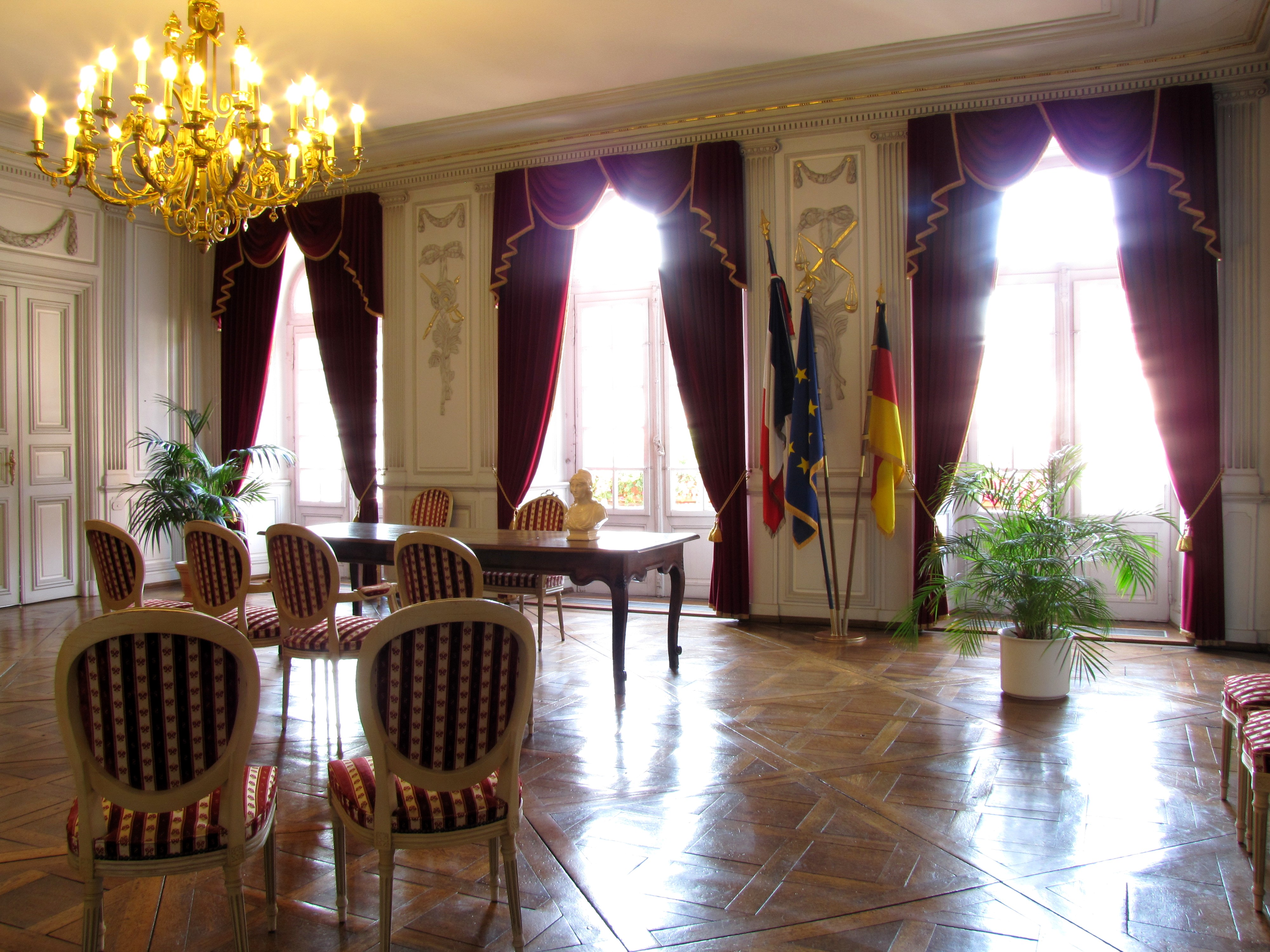
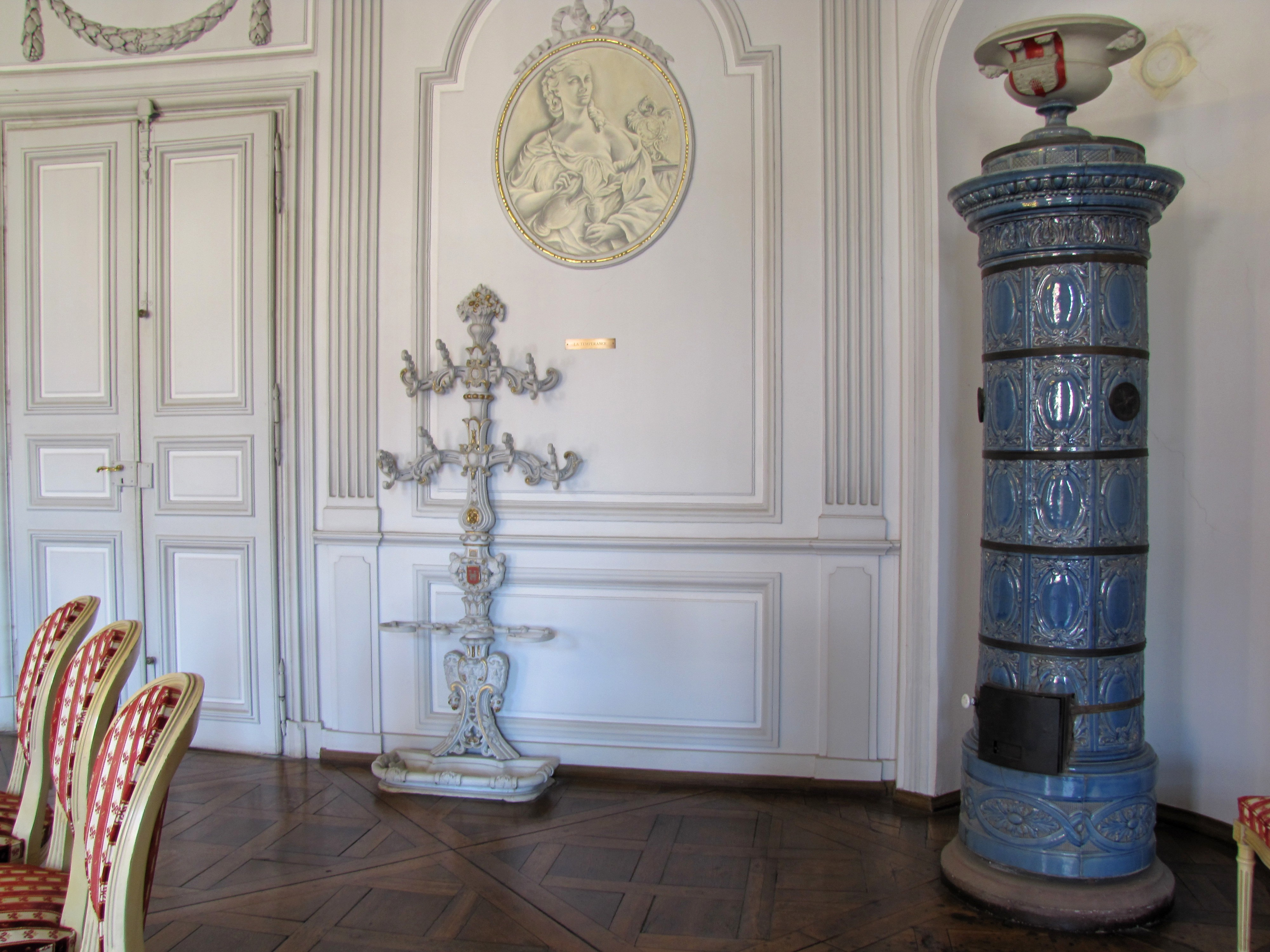
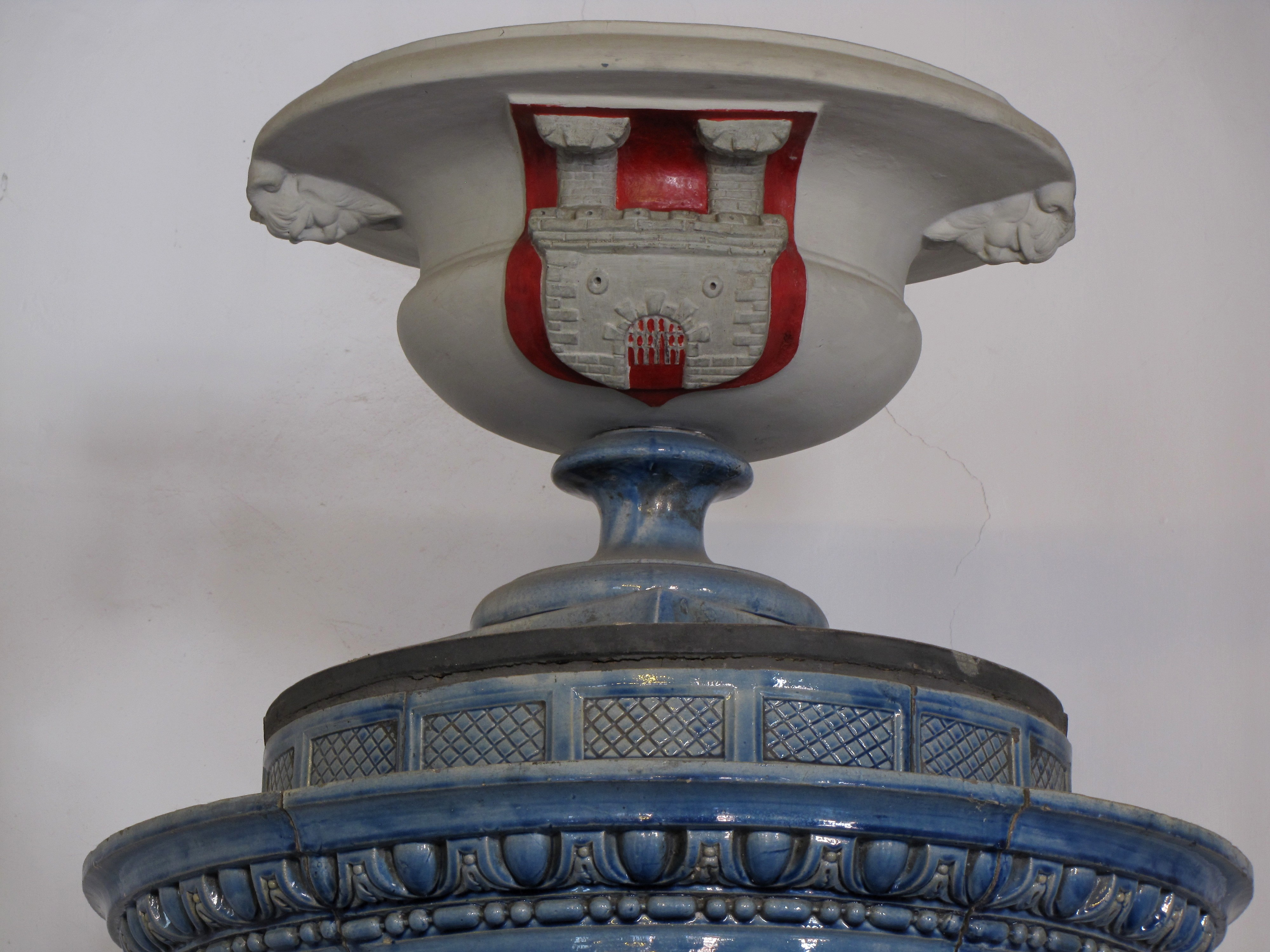
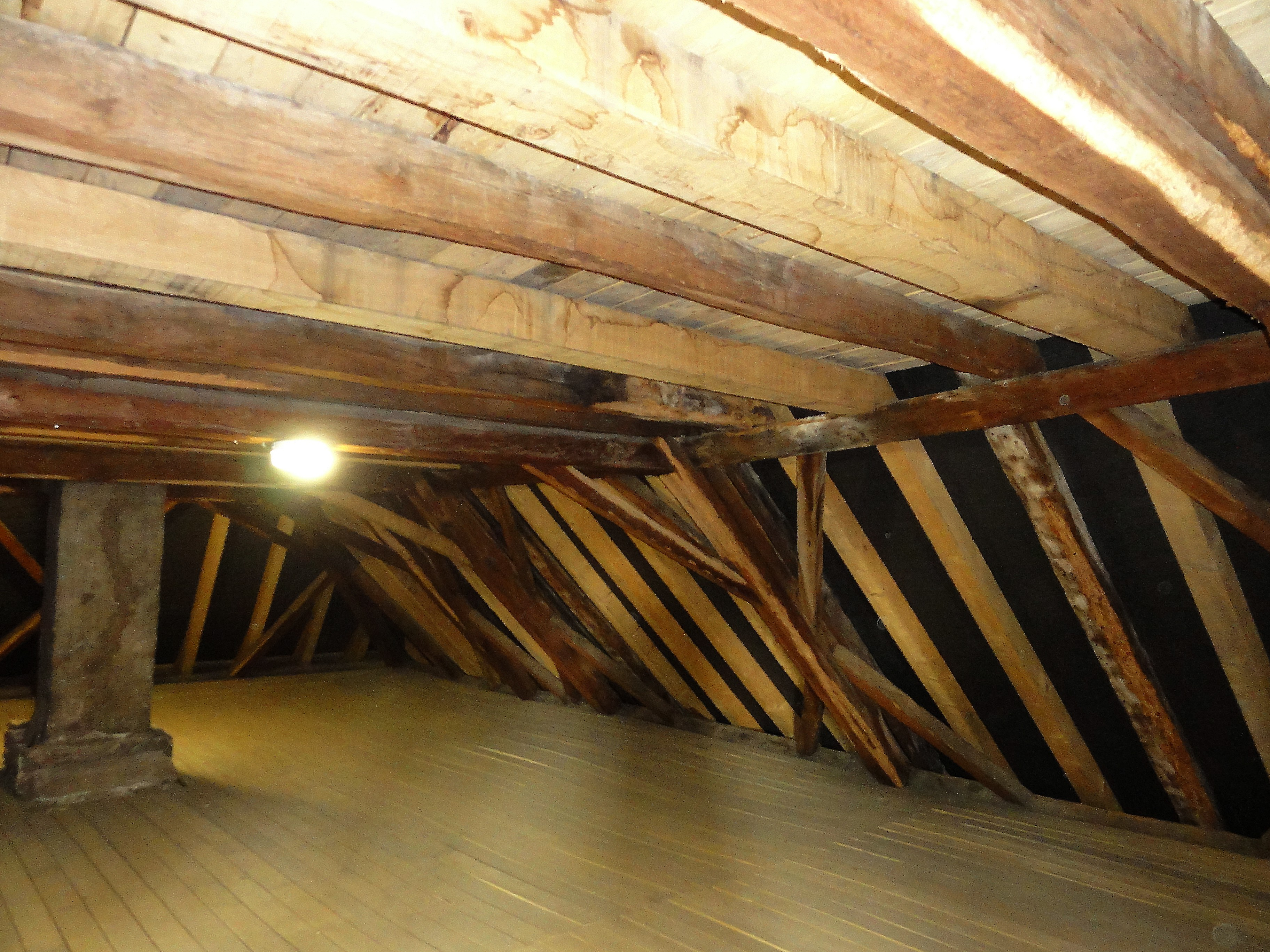